# Strada provinciale 133 di Monterovere
La strada provinciale 133 di Monterovere (SP 133), conosciuta anche come Strada del Menador (derivante dalla Lingua Cimbra), o Kaiserjägerstraße, è una strada provinciale italiana della provincia autonoma di Trento.
La strada è lunga 11,237 chilometri e mette in comunicazione la Valsugana con gli Altipiani Cimbri (Altopiano di Lavarone, Altopiano di Asiago e Luserna).

## Percorso

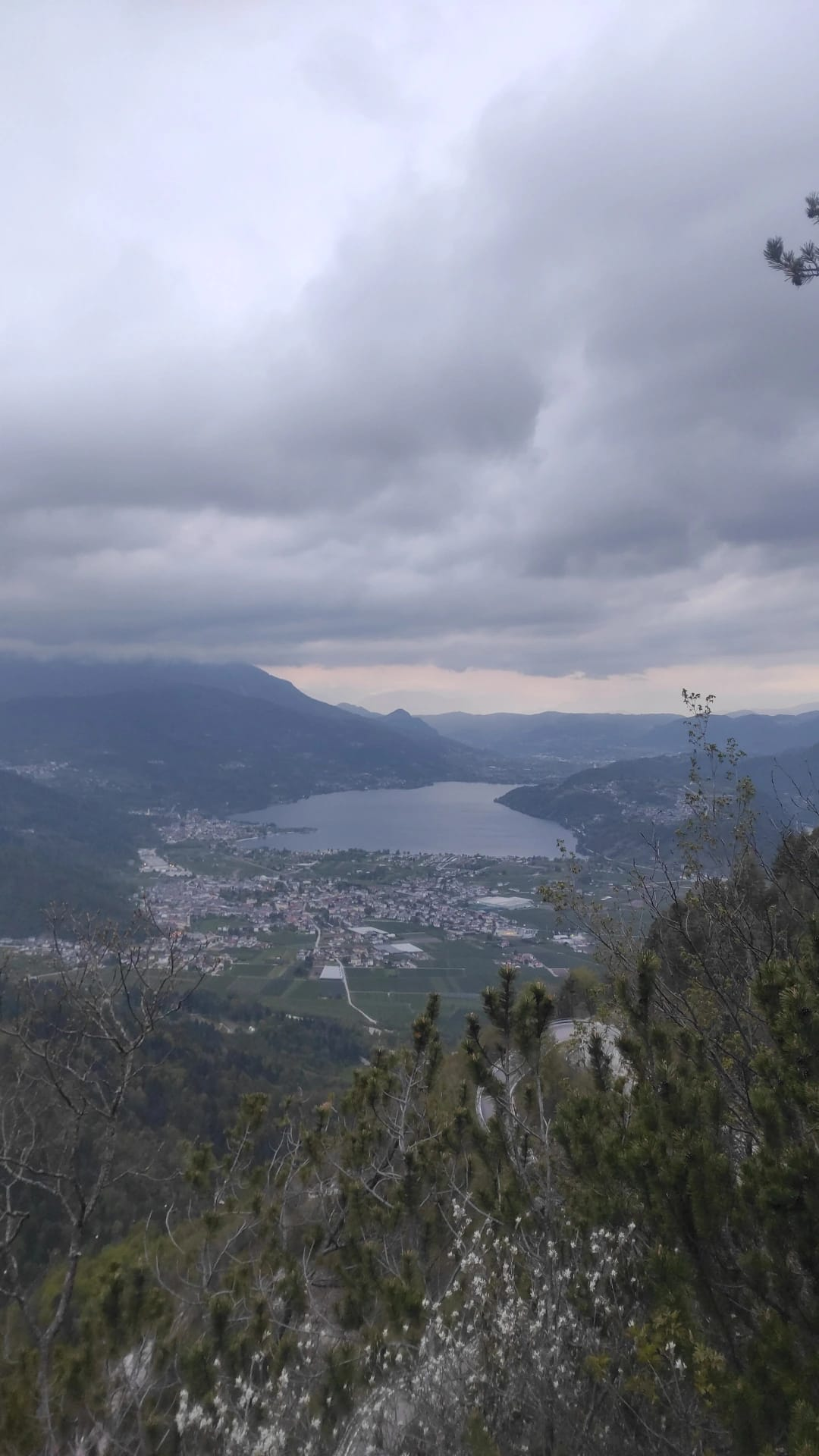
Caldonazzo e Lago di Caldonazzo visto dalla Strada del Menador

La strada nasce da una rotonda posta sulla SP 1 a Caldonazzo, e procede in direzione sud-est nella Valsugana. Nei pressi della frazione di Lochere (Levico Terme), dove si trova anche il bivio per la SP 133 dir, la strada inizia la sua ripida salita che proseguirà fino all'arrivo. Nel percorso non sono presenti località e termina nei pressi di Monterovere, confluendosi alla strada statale 349 di Val d'Assa e Pedemontana Costo, permettendo il raggiungimento dell'Altopiano di Lavarone proseguendo in direzione ovest o il Passo Vezzena ad est, dove a quest'ultimo è presente un bivio che collega la SP 9 per raggiungere Luserna, o proseguendo continua verso l'Altopiano di Asiago e il conseguente confine con la regione Veneto.

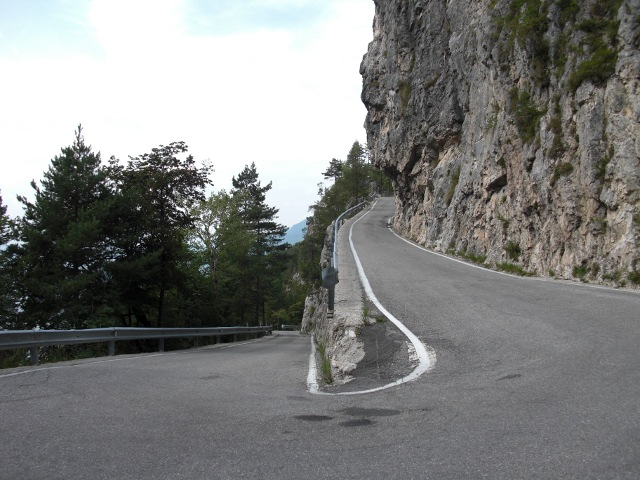
Un tornante presente sulla Strada del Menador

La strada è nota per essere molto ripida, stretta e tortuosa, ritagliata arditamente nella roccia, ma allo stesso tempo è anche rinomata per il panorama che offre sull’Alta Valsugana e sui laghi di Levico e Caldonazzo.
Circa a metà strada si trovano due brevi gallerie, due buchi scavati a picconate nella roccia dalle truppe alpine ed una delle ultime curve ospita uno spazio-belvedere che mostra la valle ed il Lago di Caldonazzo.
Per la larghezza ridotta della carreggiata, la strada è sicuramente una tra le più impegnative salite della provincia, con un dislivello che raggiunge i 1000 metri e che, dal km 3 (località Lochere) fino al bivio con la SS 349 al termine della strada a Monterovere ha una pendenza che arriva a picchi del 13% dove il dislivello medio è dell’8%. Il punto più alto della strada è a Monterovere a 1261 m.s.l.m.

## Diramazione per Levico
La strada provinciale 133 dir di Monterovere diramazione Levico (SP 133 dir) è una diramazione della SP 133 lunga 4,089 chilometri che permette il collegamento da Levico Terme e la SS 47 della Valsugana all'inizio della salita alle pendici del monte su cui corre la Strada del Menador.

## Storia

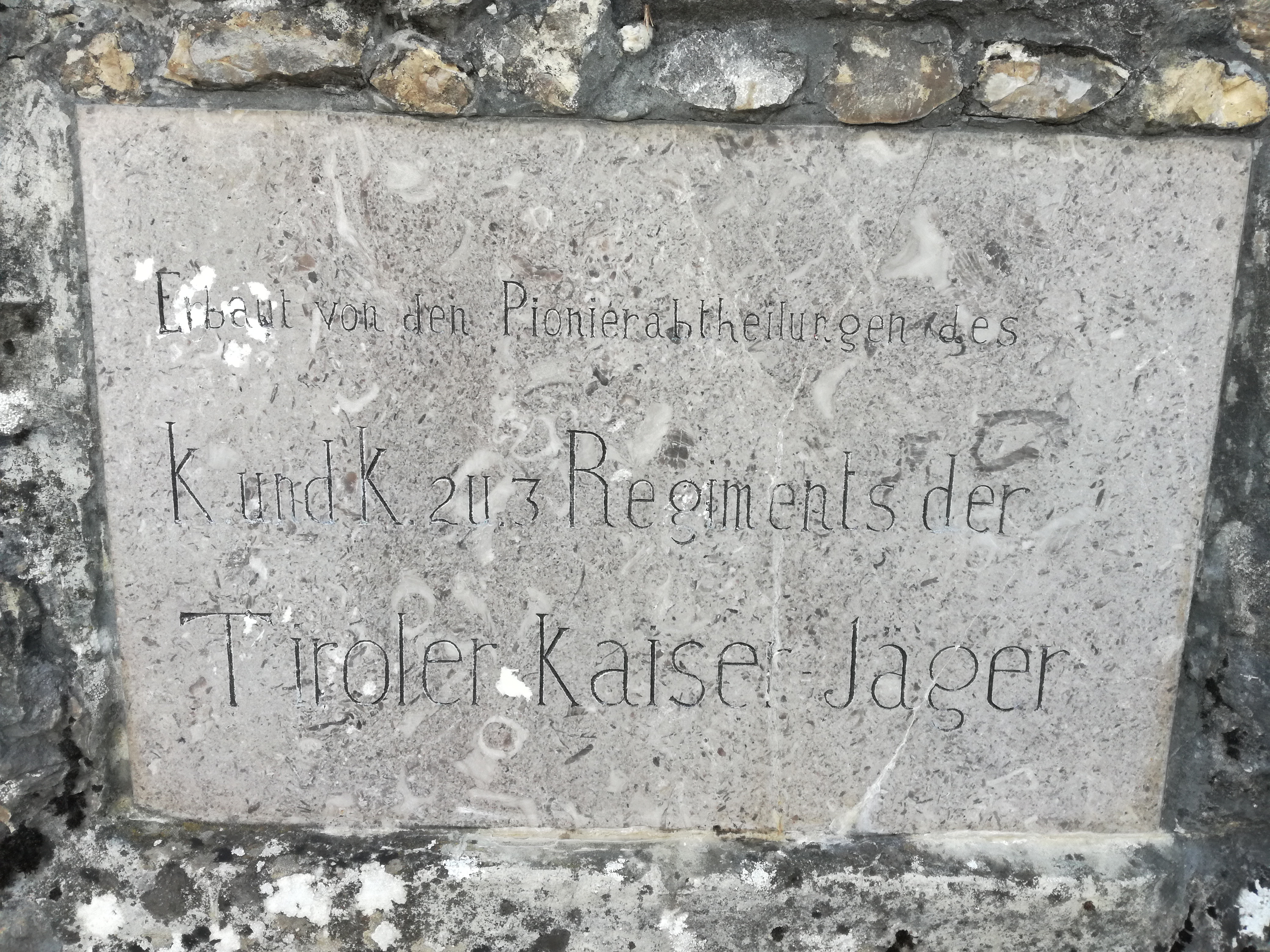
Placca in ricordo dei costruttori della strada tra Caldonazzo e Monte Rover

La Kaiserjägerstraße fu costruita durante la Prima Guerra Mondiale dai militari austro-ungarici (Kaiserjager), e venne impiegata per portare i rifornimenti alle truppe sugli altipiani di Folgaria-Luserna-Lavarone.
Lo scopo era fornire alle truppe austriache l’opportunità di avanzare per la conquista dei territori italiani. Il percorso è un capolavoro di ingegneria bellica, che oggi si può percorrere interamente. Il nome originale significa "Strada dei Cacciatori imperiali".

## Sport
La strada è stata utilizzata nella 17ª tappa del Giro d'Italia 2022 vinta dal colombiano Santiago Buitrago.

## Pericolosità della strada
La strada è molto frequentata soprattutto da ciclisti ed escursionisti, nonostante la sua dimensione di careggiata ridotta, la sua ripidità e i suoi tornanti pericolosi. Per questo motivo su questa strada la provincia di Trento ha deciso di installare dei cartelli speciali per avvisare gli automobilisti di "rispettare il ciclista" mantenendo quindi una distanza di sicurezza ragionevole ed evitare manovre pericolose.

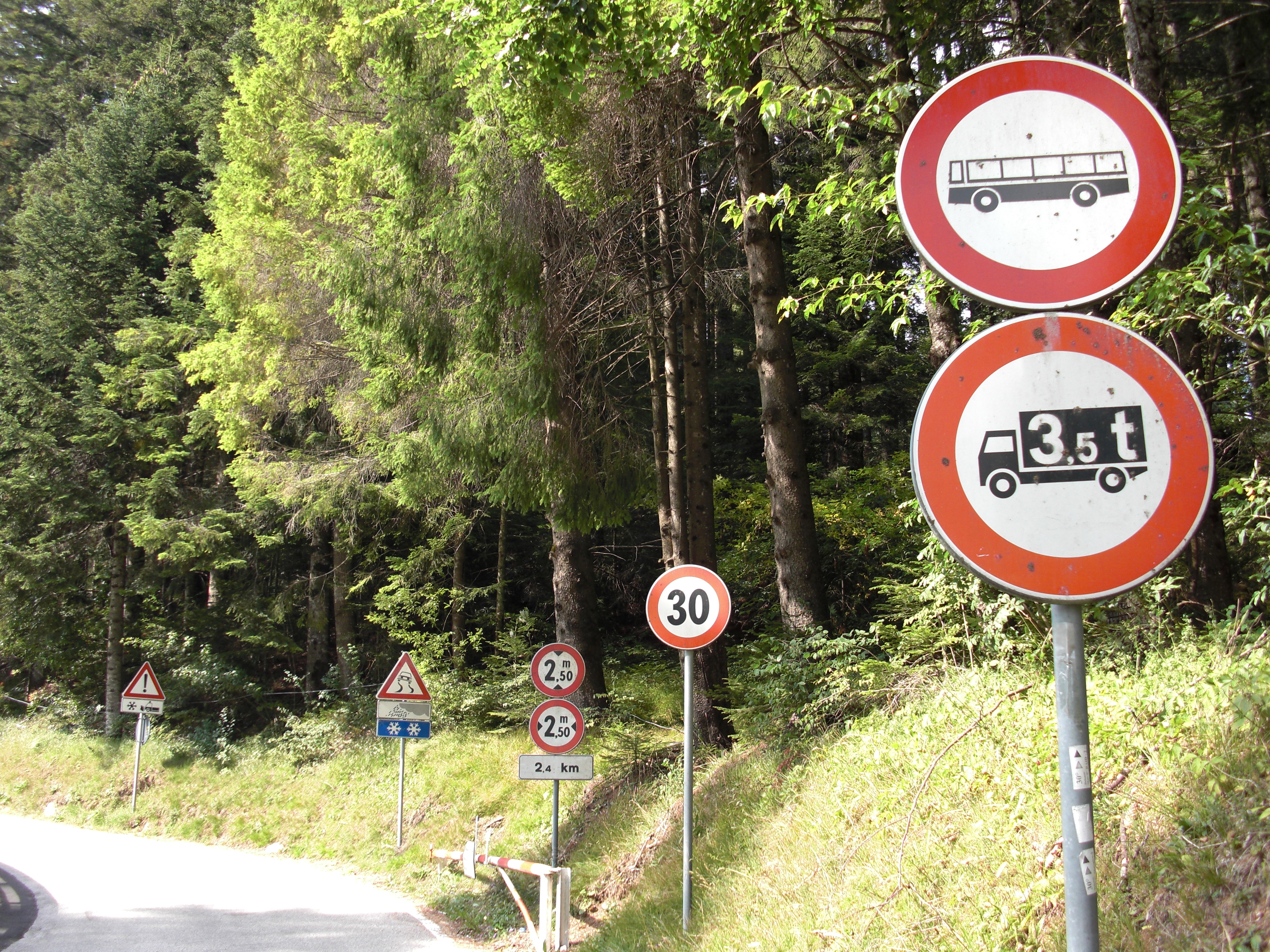
Cartelli presenti all'inizio della Strada del Menador partendo da Monte Rover

I panorami e la storia rendono la Kaiserjägerstraße un'importante viabilità turistica ma tuttavia, ha comunque un'importanza locale per il traffico. Per gli abitanti di Luserna rappresenta ancora il collegamento più veloce con il capoluogo della provincia.
A causa delle dimensioni estremamente limitate della Strada del Menador che corre sul versante montano, è chiusa al traffico a bus di qualunque tipo ed ad autocarri superiori a 3,5 tonnellate.